# ترولستیگن

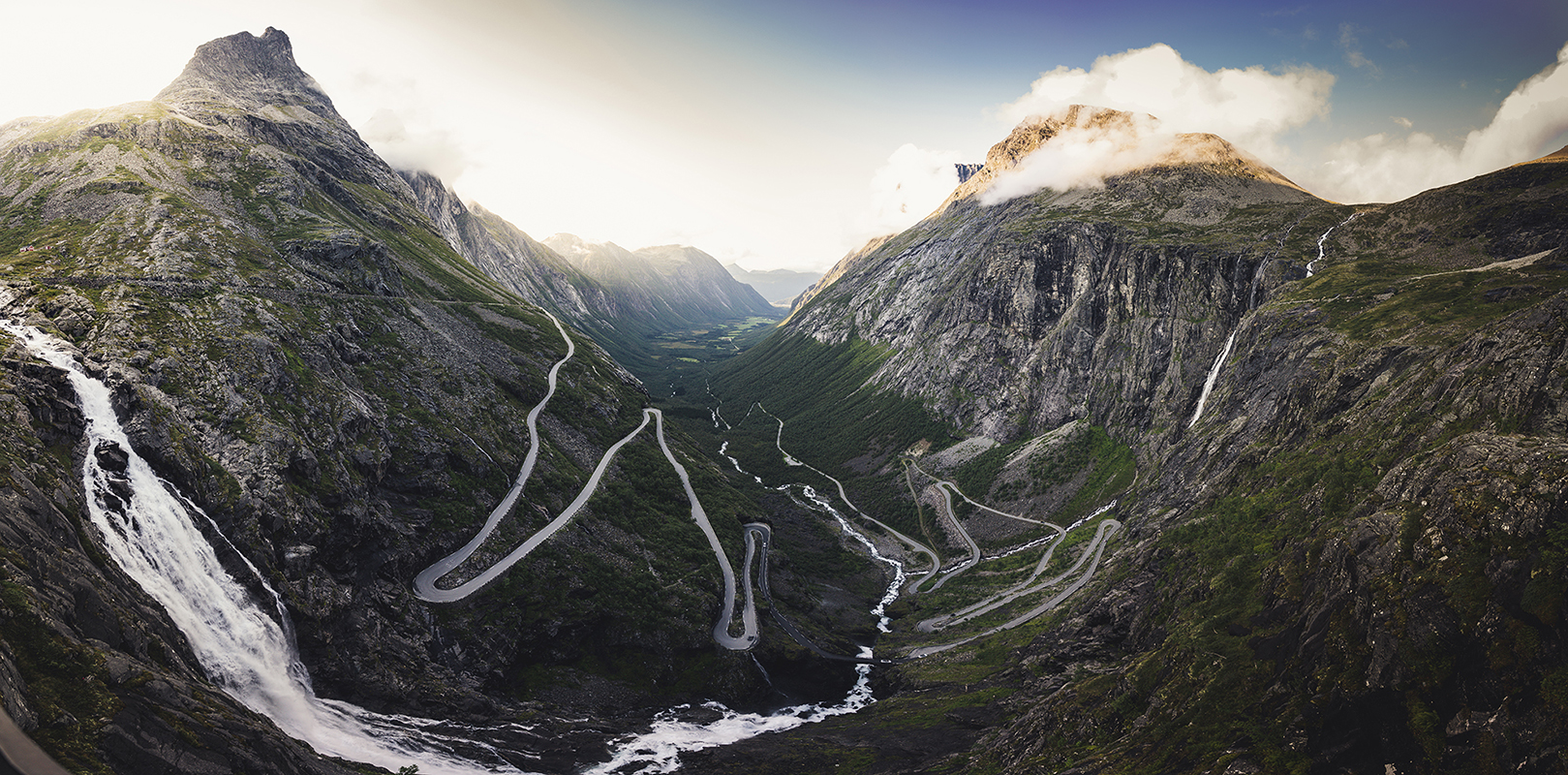
ترولستیگن در سال ۲۰۲۱

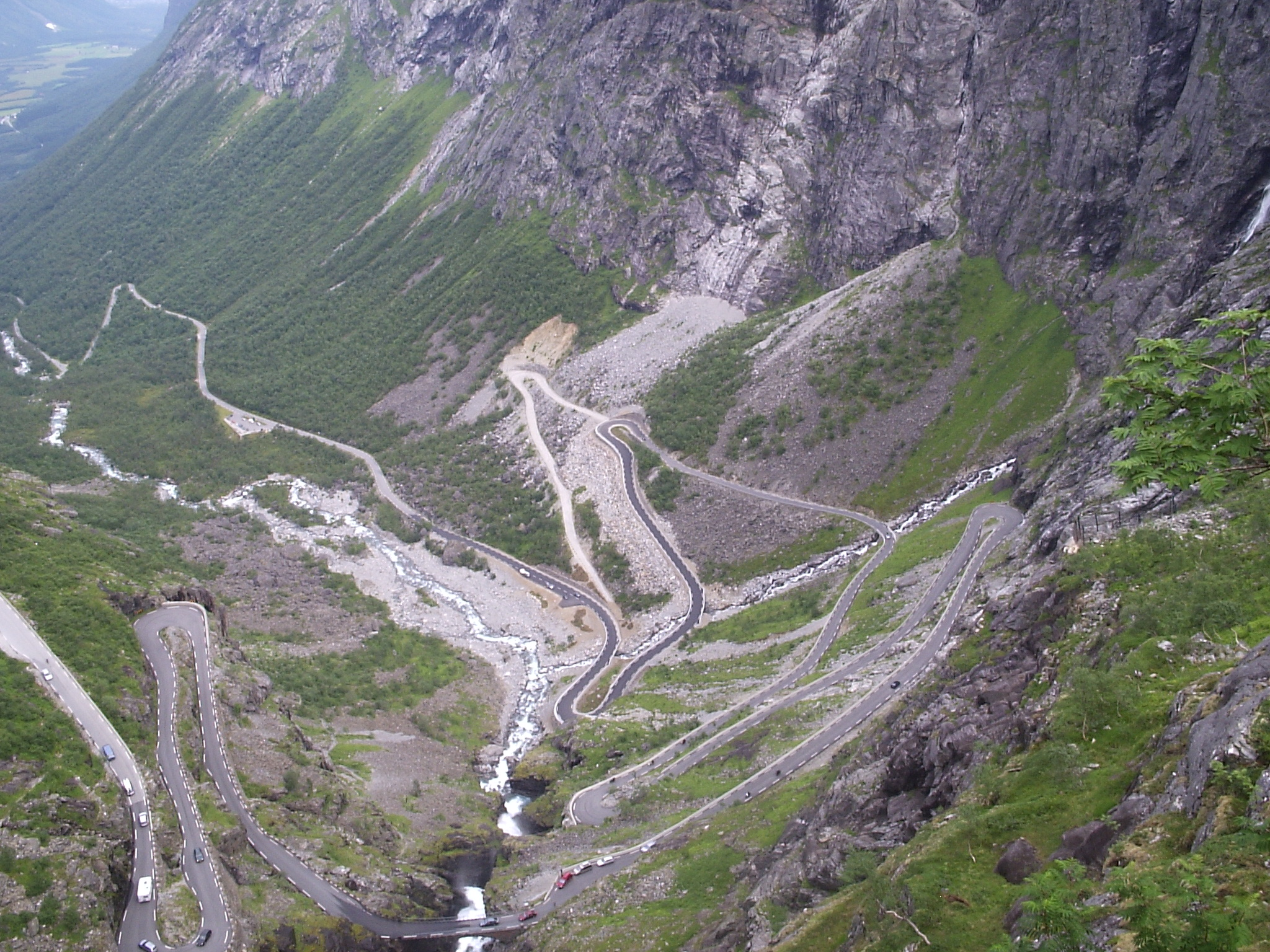
ترولستیگن پس از اِعمال تغییراتی در سال ۲۰۰۵

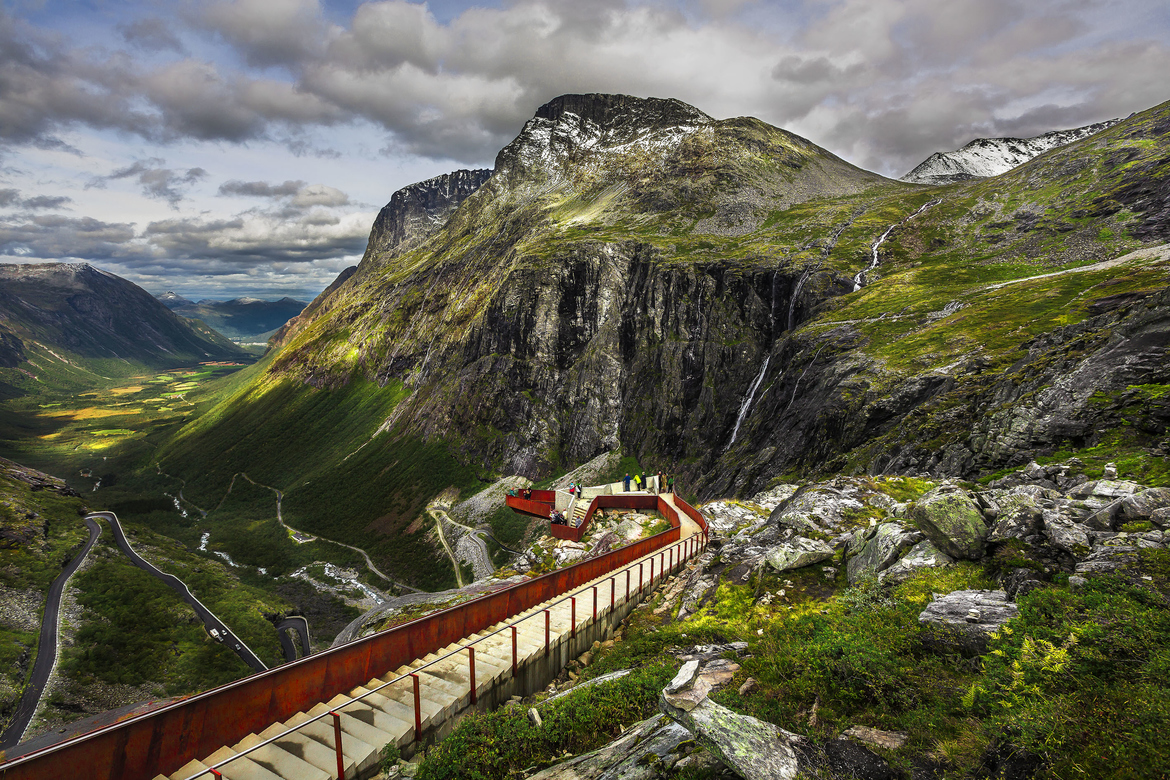
نمایی در جادهٔ ترولستیگن

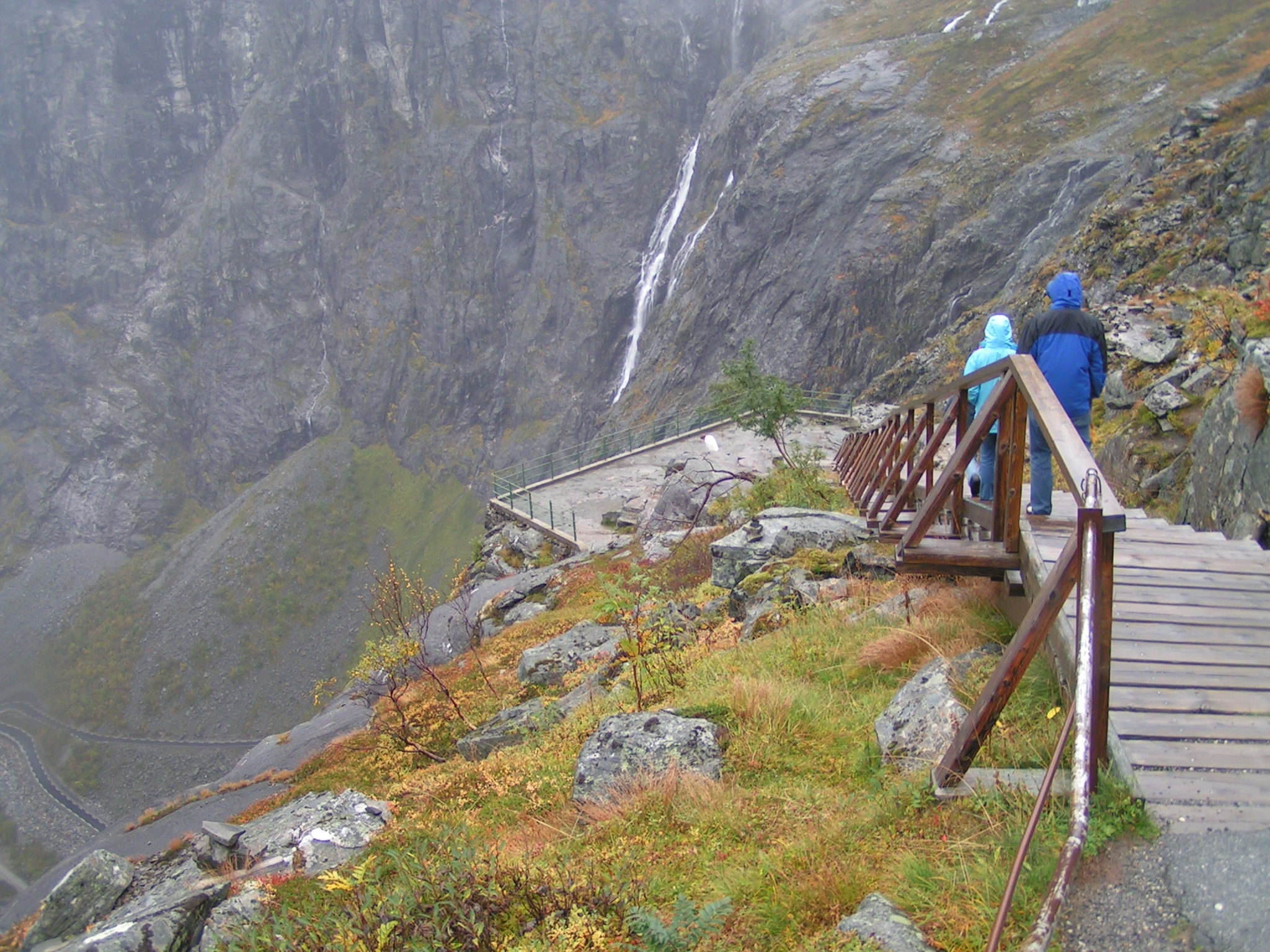
یکی از سکوهای تماشای ترولستیگن

ترولستیگن (انگلیسی: The troll path) یک جاده کوهستانی با گردنه و مارپیچ‌های سنجاقی متعدد در راوما در موره او رومسدال نروژ است. این راه بخشی از جاده بین شهری ۶۳ نروژ است که شهر اوندالسنس را به روستای والدال در شهرستان نوردال وصل می‌کند. این راه کوهستانی به دلیل شیب تند ۱۰٪ و یازده مارپیچ‌های سنجاقی از دامنه کوهی شیب‌دار، یک جاذبه توریستی در کشور نروژ است. در اوج فصل گردشگری، روزانه حدود ۲۵۰۰ وسیله نقلیه از آن تردد می‌کنند. در طول فصل گردشگری ۲۰۱۲، ۱۶۱٬۴۲۱ وسیلهٔ نقلیه این مسیر را طی کردند، در مقایسه با ۱۵۵٬۲۳۰ وسیله نقلیه در سال ۲۰۰۹ افزایش داشت.
این راه کوهستانی، جاده‌ای باریک با پیچ‌های تند فراوان است، و اگرچه پهنای جاده در چندین پیچ در طی سال‌های ۲۰۰۵ تا ۲۰۱۲ تعریض شد، اما وسایل نقلیه با طول بیش از ۱۲٫۴ متر از رانندگی در جاده منع شده‌اند. در طول فصل‌های گردشگری ۲۰۱۱ و ۲۰۱۲، اتوبوس‌های تا ۱۳٫۱ متر طول، به‌طور موقت به عنوان آزمایشی مجاز به عبور و مرور شدند. در فلات ۷۰۰ متری این مسیر، یک پارکینگ خودرو و چندین ایوانک مشرف به پیچ‌ها و آبشار استیگفوسن وجود دارد. این آبشار از ارتفاع ۳۲۰ متری از دامنه کوه فرو می‌ریزد. گردنه این جاده تقریباً ۸۵۰ متر ارتفاع دارد.
جادهٔ ترولستیگن از اواخر پاییز تا پایان زمستان بسته می‌شود. یک فصل عملیاتی معمولی از اواسط ماه مه تا اکتبر ادامه دارد، اما گاهی ممکن است به دلیل شرایط آب و هوایی، این زمان کوتاهتر یا طولانی‌تر شود.
واژهٔ ترولستیگن در زبان نروژی به معنی «مسیر ترول» یا «کوره‌راه ترول»، است و برگرفته از واژهٔ «استیگ» (stig) از ریشهٔ «استیگر» (stigr) در زبان نورس باستان است. این جادهٔ مشهور نخستین بار در ۳۱ ژوئیهٔ ۱۹۳۶ توسط پادشاه نروژ هاکون هفتم و پس از ۸ سال ساخت‌وساز افتتاح شد.
در ژوئن ۲۰۲۱، شرکت مخابرات تلیا نورژه یک ایستگاه پایه فرستنده/گیرنده تلفن همراه سازگار با محیط‌زیست را راه اندازی کرد که به‌طور کامل با انرژی خورشیدی، باد و هیدروژن کار می‌کند، بنابراین برای نخستین بار در تاریخ، پوشش کامل تلفن همراه در جادهٔ ترولستیگن فراهم شد.